# Coleophora adilella
Coleophora adilella é uma espécie de mariposa do gênero Coleophora pertencente à família Coleophoridae.